# Most přes Mlecznou
Most přes řeku Mleczna je historickým silničním mostem, který se nachází v Katovicích části Podlesí. Most je zapsán v seznamu památek slezského vojvodství pod číslem A 1321/84 z 20. února 1984.

## Historie
Most byl postaven na přelomu 19. a 20. století (1898 nebo 1900). Nachází se na řece Mleczna. Na začátku devadesátých let 20. století byl opravován. Most sloužil místní dopravě, ale pro jeho špatný stav byl uzavřen a slouží jen pro pěší a jako místní atrakce. V jeho blízkosti byl postaven nový silniční most.
Než byl vybudován kamenný most, oba břehy řeky spojovaly mosty dřevěné. Dokládají to svědectví, že v těchto místech vedla pszczynská obchodní cesta, která vedla z Krakova přes Gliwice do Vratislavi.
Přes most vede červená cyklistická stezka č. 1 Katovice–Pszczyna.

## Popis
Zděný kamenný obloukový most je postaven z opracovaného kamene a částečně z cihel. Skládá se z dvou oblouků na masívních pilířích. Čelo klenby je z cihel. Mostovku lemuje ozdobné železné zábradlí mezi cihlovými sloupky.